# 黃金大搶案

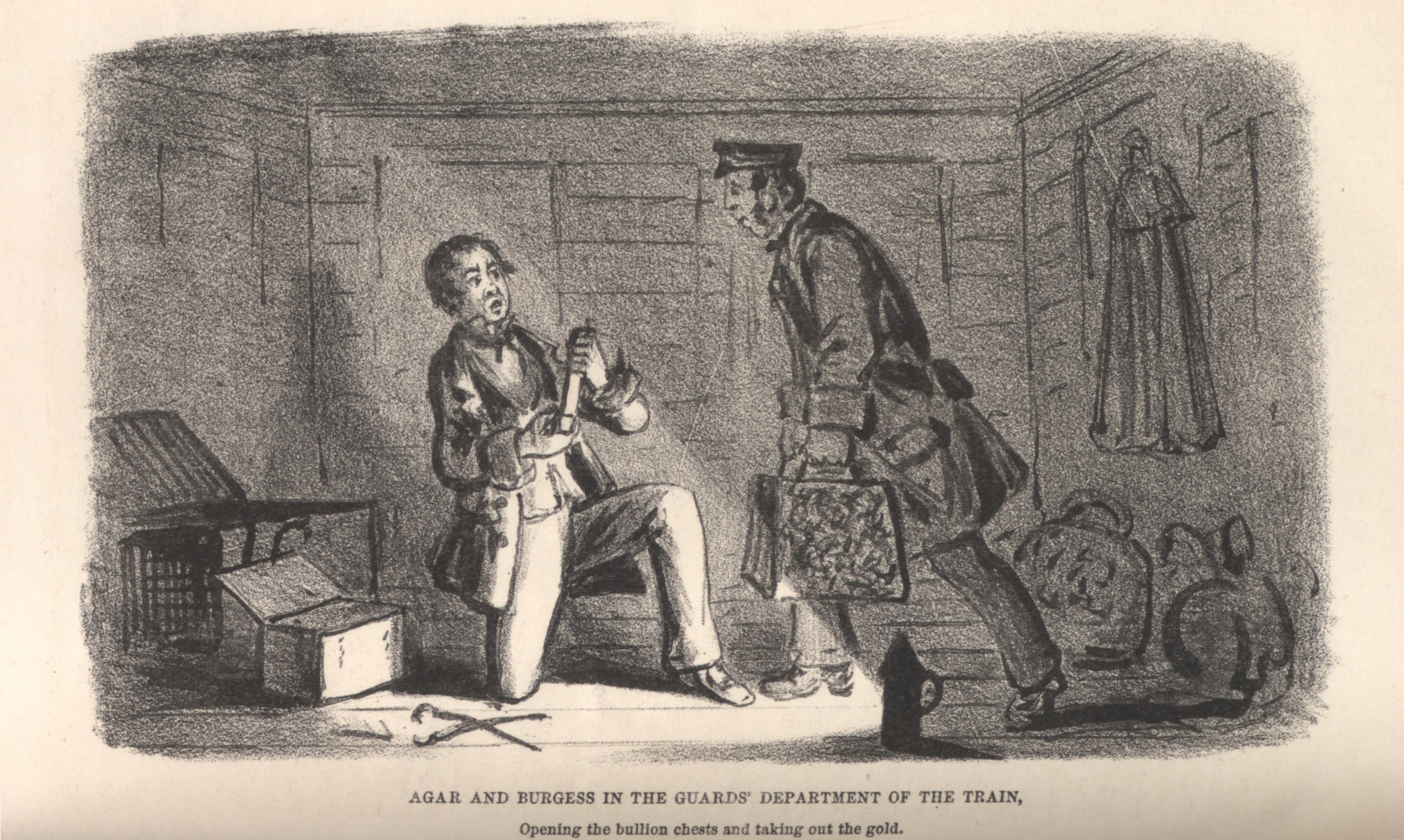
阿加爾和伯吉斯在司閘車清空保險箱裏的黃金，來自當代新聞插圖

黃金大搶案（英語：Great Gold Robbery）發生在1855年5月15日晚上，一輛司閘車上的三箱金條和金幣原定運送至巴黎，但在倫敦橋站和福克斯通之間被盜。劫匪為四名男性，其中兩人威廉·泰斯特和詹姆斯·伯吉斯是運營鐵路服務的公司東南鐵路的員工。他們加入了罪案的策劃人愛德華·阿加爾和威廉·皮爾斯，前者是職業罪犯，後者因賭博被東南鐵路解僱。
在運輸過程中，黃金存放在「鐵路保險箱」，需要兩把鑰匙才能打開。那些人對鑰匙進行蠟印來備份，當得知開始運輸後，泰斯特確保伯吉斯在值更，接著阿加爾躲進司閘車。他們清空保險箱102公斤的黃金，價值當時的12,000英鎊（估計2021年的1,193,000英鎊），之後在多佛下車。警方和鐵路當局對盜賊是誰一無所知，隨後就黃金是在英格蘭、穿越英吉利海峽的船上，還是最後一段去法國的路上被盜展開激烈討論。
阿加爾因另項罪行被捕後，請求皮爾斯給前女友范妮·凱和孩子提供資金。皮爾斯欣然同意，但最後食言。凱極需要錢，所以去找新門監獄的監獄長，告訴他誰是盜賊。阿加爾受到審問，承認罪行，並轉做污點證人。皮爾斯、泰斯特和伯吉斯相繼被捕、接受審訊及被判盜竊罪。皮爾斯在英格蘭判兩年苦役，泰斯特和伯吉斯則被流放14年。
罪案是1960年電視劇的題材，由科林·布莱克利飾演皮爾斯。作家兼導演迈克尔·克莱顿創作的小說於1975年出版，並改編成長片，由肖恩·康纳利詮釋皮爾斯。

## 背景

### 東南鐵路
1855年，東南鐵路在倫敦橋站和位於英格蘭南海岸的福克斯通之間提供客輪接駁火車服務，並在當時提供前往巴黎的主幹線，除了從福克斯通到法國北部滨海布洛涅的蒸汽火車，也有直達巴黎的火車。火車在上午8點、上午11點半和下午4點半行駛，還有晚上8點半出發的通宵郵寄服務和潮汐渡輪服務。這條線路會定期將黃金從倫敦的金條批發商運送至巴黎，有時可能一次就幾英擔。金條被裝入木箱，用铁箍捆住，並在火漆印上金條經銷商阿貝爾公司（Abell & Co）、亞當·斯皮爾曼公司（Adam Spielmann & Co）和布爾特先生公司（Messrs Bult & Co）的盾徽。代理商卓別林公司（Chaplin & Co）安排黃金運輸，包括從上述三家公司收集金條，並送至倫敦橋，而貨物通常是透過晚上8點半的火車運輸。法國代理商帝國使者在滨海布洛涅收集裝滿金條的箱子，用火車轉運至巴黎北站，最後送到法蘭西銀行。
為了保障安全，箱子在抵達福克斯通、滨海布洛涅和巴黎時會裝運到司閘車稱重。公司的司閘車配備了丘伯公司三個有專利權的「鐵路保險箱」，其由0.91米平方和2.5厘米厚的鋼製成，通過帶鉸鏈的頂蓋打開，而外部正面上的高處有兩個鑰匙孔。三個保險箱擁有相同的一對鎖，代表只需要兩把鑰匙就可以打開所有箱子。倫敦橋和福克斯通的東南鐵路要員分別持有備份鑰匙，而公司確保所有人不能同時擁有兩把鑰匙。

### 參與人

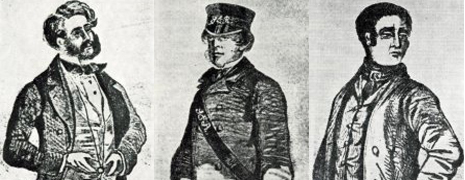
法庭上的威廉·泰斯特、詹姆斯·伯吉斯和愛德華·阿加爾

計劃的發起人是威廉·皮爾斯（William Pierce），為37歲的前東南鐵路員工，因被發現賭博而遭到解僱，離開公司後在投注站做印票員。歷史學家唐納德·托馬斯表示皮爾斯是「大臉且相當笨手笨腳的男人，喜歡穿過於鮮豔的背心和花哨的褲子……（並）被稱為『沒有受過很好的教育』，草皮（才）是他真正的學校」。

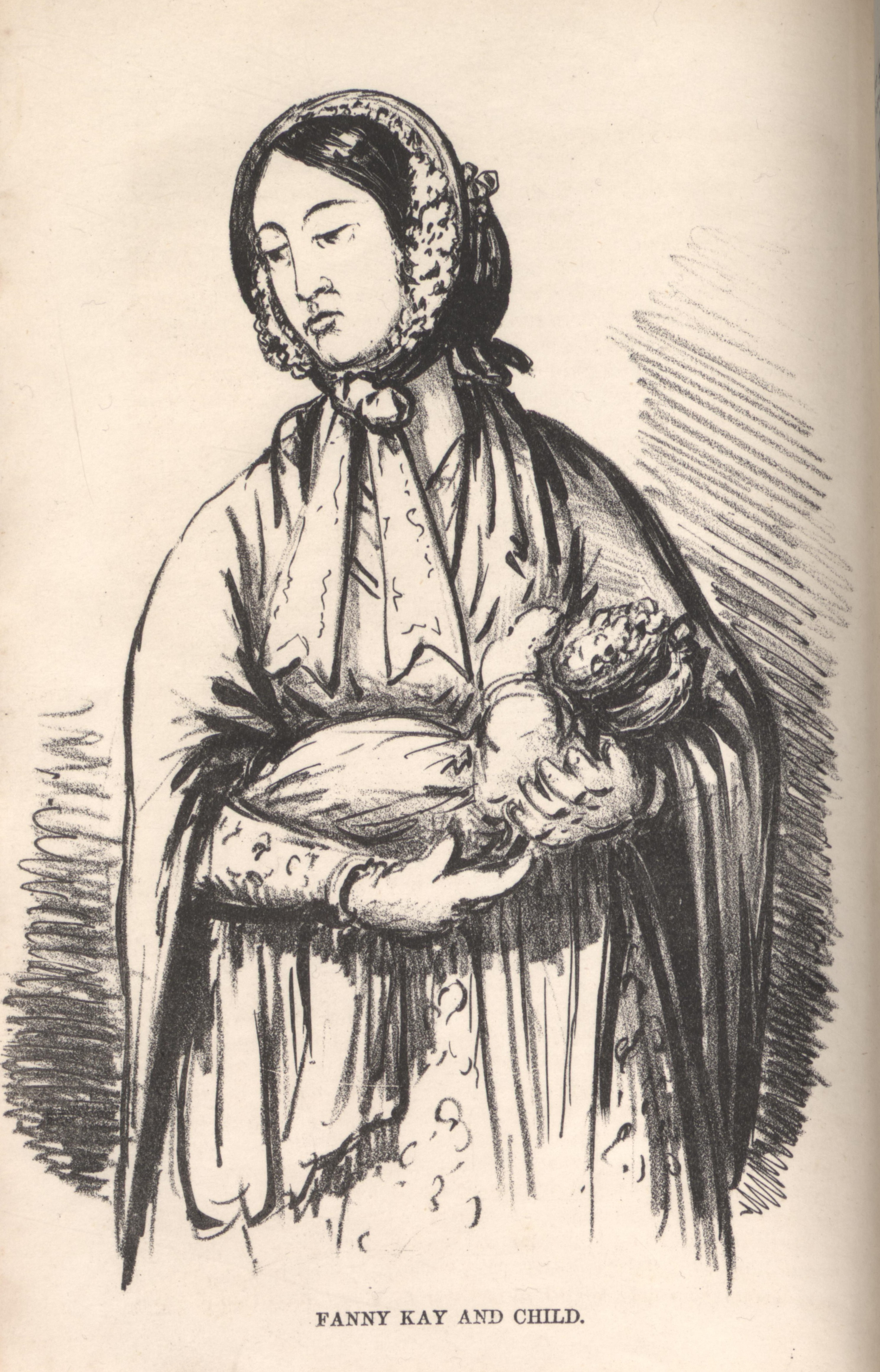
阿加爾的伴侶范妮·凱抱著兩人的孩子

入室撬盗保险箱窃贼愛德華·阿加爾（Edward Agar）在搶案發生時不到40歲，從18歲開始就專職做小偷，在美國和澳洲流連10年後，於1853年回到英國。他拿著政府金邊債券的3,000英鎊，住在倫敦牧羊叢的時尚區。托馬斯稱搶案「幾乎完全來自（阿加爾）那絕對的自信和心智能力」。
詹姆士·伯吉斯（James Burgess）已婚、節儉且受人尊敬，自東南鐵路於1843年開始運行福斯通線以來就一直在公司做保全，經常負責運載金條的火車。與當時的許多鐵路工人一樣，伯吉斯的工資隨著鐵路繁榮期的逝去而減少。
范妮·凱（Fanny Kay），1855年23歲，為阿加爾的伴侶，並與他一起住在牧羊叢劍橋別墅區的房子。她曾是湯布里奇鐵路站的服務員，於1853年透過伯吉斯介紹認識阿加爾，同居後於1854年12月生下阿加爾的孩子。
威廉·泰斯特（William Tester）受過良好教育，戴著單片眼鏡，渴望提升自身地位。劫案發生後，他曾在瑞典的鐵路公司短暫擔任總經理。泰斯特在倫敦橋站的交通部門做警司助理，這讓他能夠獲得貴重物品的運輸信息和警衛輪值表。
詹姆斯·湯森德·薩沃德，又稱抄寫員吉姆（Jim）或傑姆（Jem），為內殿的大律師和狀師。他的行動被當代資源稱為「策劃且完善欺詐計劃，其（自身的）大膽無畏只有成功才能與之媲美」。薩沃德是偽造團伙的頭目，從事支票詐騙多年。

## 計劃與準備

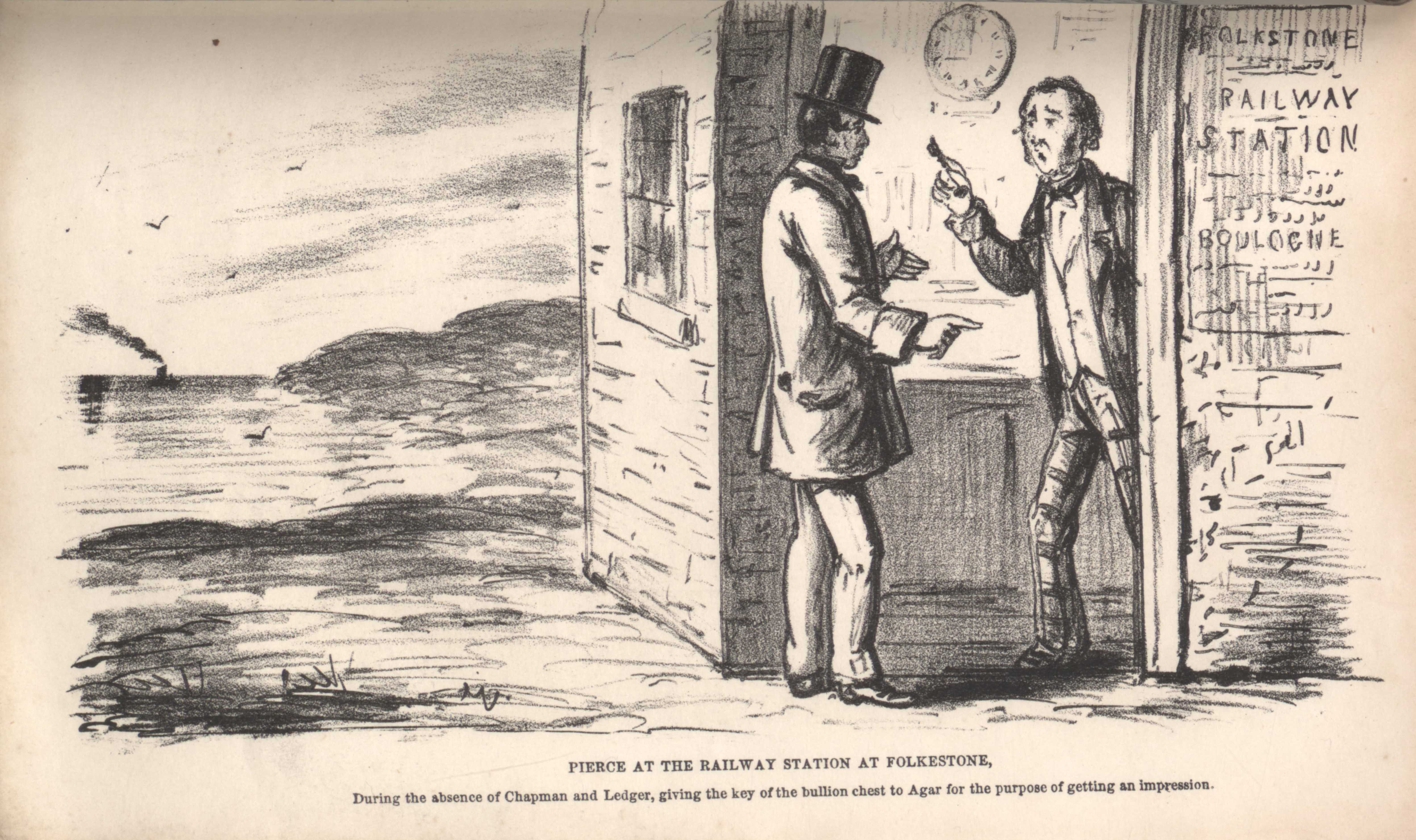
皮爾斯在福斯通火車站把丘伯鑰匙給阿加爾

皮爾斯被東南鐵路解僱後，持續在倫敦橋附近的酒館和啤酒店喝酒，鐵路員工也在那裏喝酒。隨著時間過去，他觀察、計劃，並收集運輸到巴黎的黃金的詳細信息，最後得出結論，只要拿到保險箱的備用鑰匙才能進行盜竊。他在阿加爾訪美前轉達自己的想法，但當時阿加爾婉拒，稱這個計劃不切實際。阿加爾回到英國後，兩人再度討論計劃的可行性，阿加爾表示「除非取得鑰匙的壓印，否則不可能做到」。皮爾斯覺得自己知道怎麼安排，兩人同時意識到盜竊要成功，需要開過載有保險箱的司閘車的警衛，及有權拿到員工輪值表並得知金條何時發貨的要員。這一階段皮爾斯招募伯吉斯和泰斯特加入團體。
1854年5月，皮爾斯和阿加爾去到福斯通視察整個鐵路尾部的流程，尤其是鑰匙的地點和保護措施。兩人的監視又長又明顯，以至於引起市政警察和鐵路警察的注意，於是皮爾斯回到倫敦，留下阿加爾一人。阿加爾為了收集情報，在碼頭附近的玫瑰酒館（Rose Inn）喝酒，原因是鐵路員工也在那裏喝酒。兩人得出結論，一把鎖匙由福斯通鐵路尾部的警司保管，另一把則鎖在福斯通碼頭鐵路辦公室的櫃子。

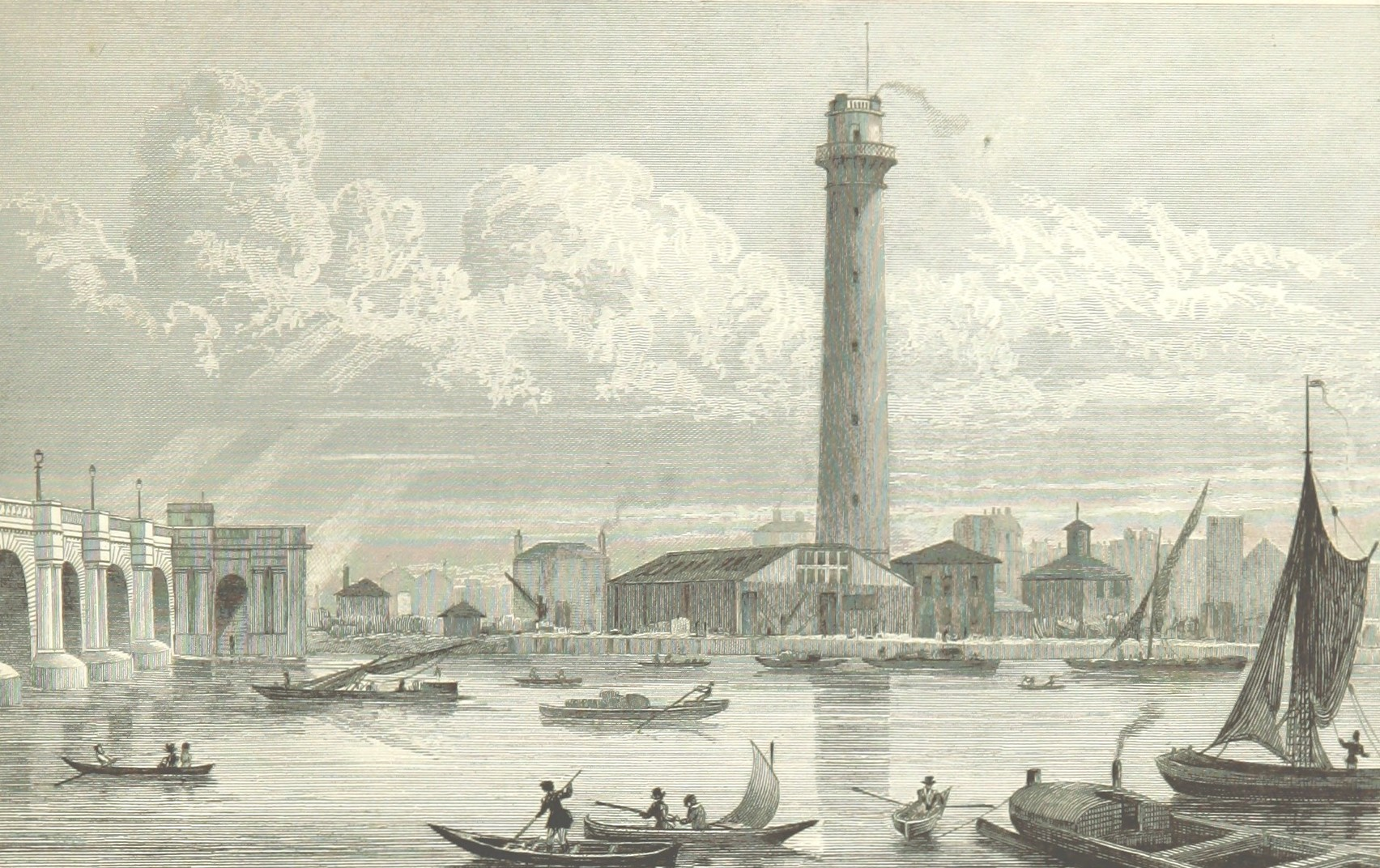
1828年的兰贝斯蘭貝斯制彈塔

1854年7月，輪船公司的莫德船長（Captain Mold）丟失了福斯通的其中一把鑰匙。東南鐵路把保險箱送回丘伯來翻新和換新鑰匙，與公司對接的員工正是泰斯特。同年10月，丘伯弄好後把鑰匙送到東南鐵路，泰斯特得以短暫把其偷帶出辦公室，在倫敦圖利街的啤酒屋與皮爾斯和阿加爾碰頭，接著阿加爾用綠蠟留下壓印。泰斯特取下鑰匙時十分緊張，導致拿了兩把一樣，而不是每個鎖一把，所以策劃人還是缺少一把鑰匙。阿加爾以假名E·E·阿奇爾（E. E. Archer），用自己的債券來給東南鐵路路線送去價值200英鎊的黃金索維林。標著「E·R·阿奇爾轉交給萊杰先生或卓別林先生」（"E. R. Archer, care of Mr. Ledger, or Mr. Chapman"）的金條箱送到福斯通，由阿加爾接收。阿加爾從東南鐵路取回包裹時，看到公司警司從裡屋的櫥櫃取出保險箱鑰匙，得知存放在哪裏後，阿加爾和皮爾斯於接下來的週末都住在多佛尔附近，之後步行去福斯通。當船抵達濱海布洛涅時，東南鐵路的兩名員工出去辦公室迎接，但沒有鎖門，於是皮爾斯走進房間，阿加爾則在門口把風。皮爾斯打開櫃子，把保險箱鑰匙給阿加爾做蠟印。鑰匙還回去後，兩人經多佛尔回到倫敦。
在接下來的幾個月，皮爾斯和阿加爾以壓印製作粗糙的鑰匙。1855年4月和5月，伯吉斯值班時，阿加爾沿著福斯通鐵路總共穿梭七八趟，並打磨鑰匙，直到能順利且毫不費力地運作。皮爾斯和阿加爾分別到訪兰贝斯制彈塔，裝走100公斤的鉛彈丸，還拿到繫在披風下的郵差包和氈製手提包，這樣好把鉛彈丸帶上火車，並將黃金帶走。
1855年5月，這群人已經準備好實施搶劫，只需要靜等黃金裝運的那一天。泰斯特更改員工值勤表，確保伯吉斯從事晚間郵寄服務，及阿加爾能接近保險箱。眾人安排了個信號，讓阿加爾和皮爾斯每天在倫敦橋站外等候，只要貨物開始運送，伯吉斯就會走出車站，用白手帕擦臉來提醒他們。與此同時，泰斯特前往紅山鐵路站，等待火車抵達首站，負責帶走一袋金子返回倫敦。

## 搶案發生

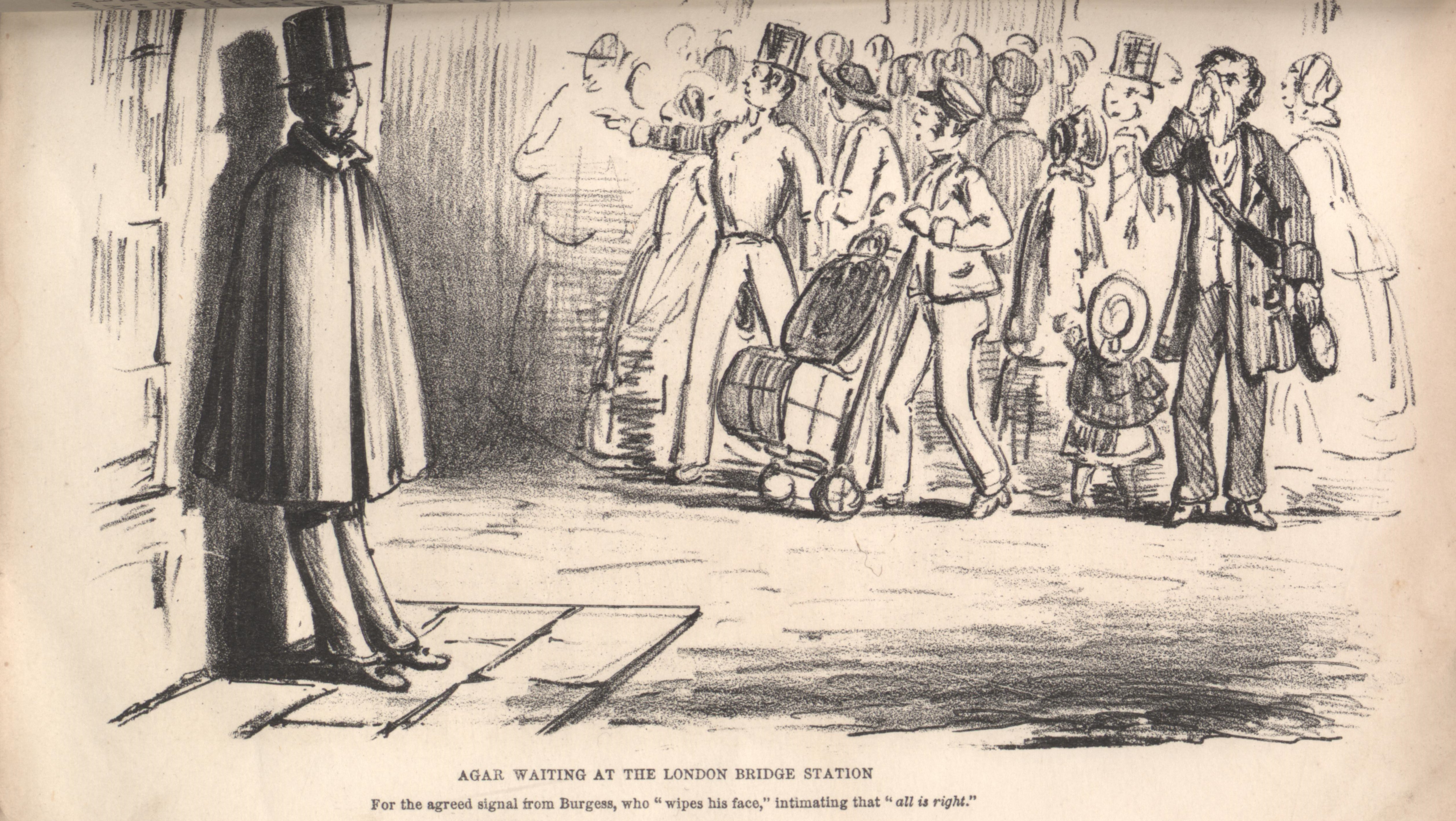
阿加爾在倫敦橋站等待火車的信息

1855年5月15日，阿加爾在倫敦橋站外等候，這時伯吉斯走出車站，拿手帕擦了擦臉，接著回到車站。阿加爾通知皮爾斯，兩人買了去往福斯通的頭等艙車票，並把袋子給伯吉斯，讓他在行駛過程中放進司閘車，就在火車開走前，皮爾斯坐進車廂，阿加爾則穿上伯吉斯的工作服，溜進司閘車躲在角落。
火車一出站，阿加爾就開始做事，結果只有一個鎖鎖上，據東南鐵路的員工報告說通常只用一個鎖，所以阿加爾很快把金條從保險箱拿出來。他並非從正面打開盒子，而是用鉗子把鉚釘從鐵箍繫住的盒子拉出來，並在盒子反面用楔子打開蓋子，沒有太多明顯損壞。阿加爾從阿貝爾公司的箱子拿出金條，用包裏的秤稱重，接著將相同重量的鉛彈丸放進盒子。他把鐵條釘回盒子周圍，之後用自己做的模具在前面重新封上蠟封，但不是金條商人的正式封蠟，其正確推斷出福斯通站燈光昏暗，粗略看一眼封蠟不會有任何變化。阿加爾在火車到達距離倫敦橋35分鐘的紅山前成功做完這一切，當正式抵達後，他再次躲了起來，泰斯特則收到裝有黃金的袋子。泰斯特按照原計劃回到倫敦的東南鐵路辦公室，讓同事看到他，好為之後提供不在場證明。皮爾斯趁機離開車廂，與同夥在司閘車碰面。
火車離開紅山後，他們對剩下的兩個箱子進行檢查。亞當·斯皮爾曼公司的盒子有數百枚美國金鷹幣，每枚價值10美金，並在重新密封前，把金幣稱重後再將鉛彈丸放回原位。布爾特先生公司的箱子則擁有更多金條，重量比剩下的彈丸要重，所以留下很多錠，來確保之後稱重時箱子的重量沒有太大差異。當他們更換最後一個盒子的鐵箍時發現損壞，所以盡最大努力修復並在保險箱中替換。三人接著清理自己弄亂的東西，主要是碎片和蠟滴，並繫上郵差包，用披風蓋住來做好準備。火車於晚上10點半左右抵達福斯通，皮爾斯和阿加爾躲進司閘車，等到工作人員將保險箱移走後，便前往火車的主車廂，一直穿越到頭等艙，並坐至多佛。火車到多佛後，皮爾斯和阿加爾下車，從司閘車取得裝滿黃金的郵差包，去附近的旅館吃晚餐。阿加爾把鑰匙和工具扔進海裏，接著搭凌晨2點的火車回倫敦，並於早上5點左右到站。他們偷了總共102公斤的黃金，當時價值12,000英鎊。

## 直接後果

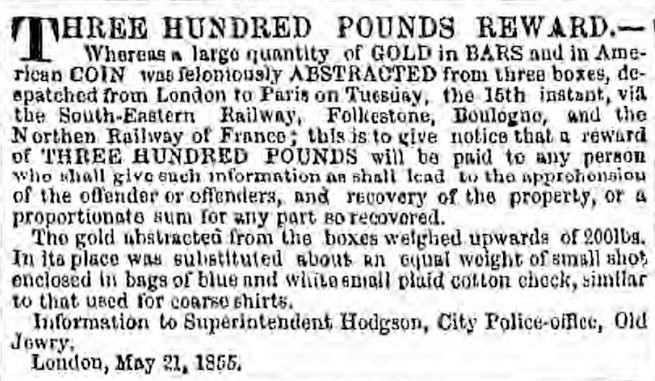
刊登在多家報紙的300英鎊懸賞通知

當載有黃金的輪船到達濱海布洛涅後，有船員看到金條箱損壞，但福斯通的工作人員沒有提到，所以認為不需擔心。箱子在濱海布洛涅稱重，發現阿貝爾公司的箱子比倫敦時輕了18公斤，而其他箱子都更重。轉移到巴黎後再度稱重，結果與濱海布洛涅一樣，打開後看到鉛彈丸，並把信息傳回倫敦。
5月16日開始上班時，皮爾斯和阿加爾帶了一些美國鷹金幣去錢幣兌換店換了213英鎊，並在第二家用200個換203多英鎊的支票。
三個金條批發商要求賠償丟失的黃金，而阿貝爾公司的大多黃金都透過東南鐵路投保，但公司並不認罪，稱劫案一定發生在法國。法國當局指出箱子稱重出來的差異在法國與英國相同，所以肯定發生在英國。托馬斯表示法國和英國的公司都表示「不可能會犯罪」。新聞報導說「倫敦到福斯通的鐵路轉瞬即逝，不可能執行如此周密的計劃」。伯吉斯遭到審查，但由於為公司服務14年，而擺脫嫌疑人身份。當火車前往福斯通的「途中」，有人在東南鐵路辦公室看到泰斯特，所以也被認為可能是小偷。幾家報紙懸賞300美金徵求有關此案的信息

## 發現、偵查與抓捕

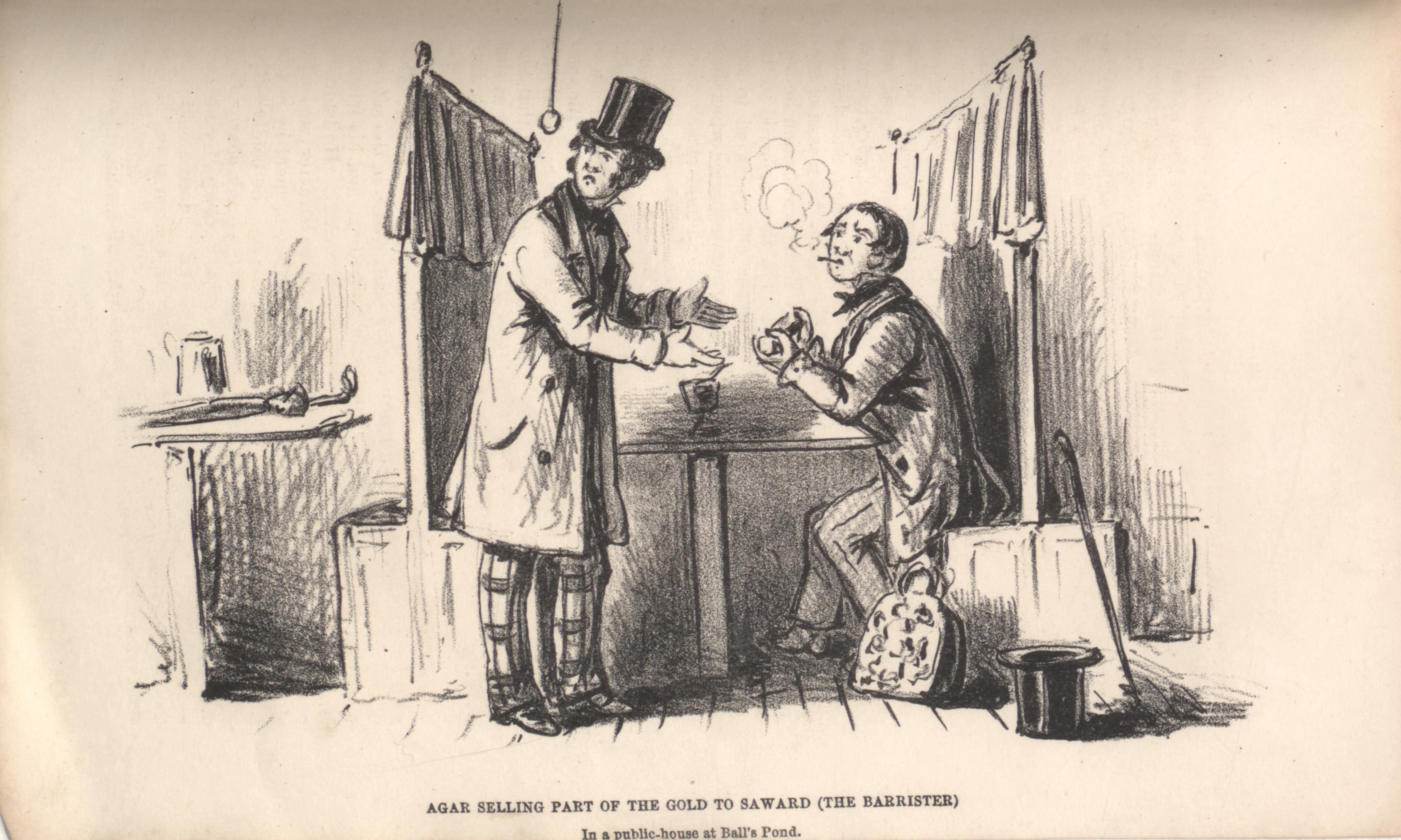
阿加爾把部分黃金賣給薩沃德

皮爾斯和阿加爾熔化並製作又新又小金條，每條約2.8公斤，但其中一個坩堝破裂，溶出的黃金短暫點燃劍橋別墅的地板。阿加爾和凱的關係這時候開始破裂，於是他搬出房子跟皮爾斯住，並持續加工和處理金條。
當中價值2,500英鎊的金條當贓物脫手給薩沃德，收益平分給阿加爾、皮爾斯、泰斯特和伯吉斯。伯吉斯把收益投資到土耳其債券，及瑞德釀酒公司的股票。皮爾斯在柯芬園開了家投注站，告訴朋友自己在聖烈治錦標賽馬比賽以高賠率投注冒失鬼（Saucebox）而贏得本金。泰斯特將錢投進西班牙生息債券，並於同年9月離開東南鐵路，在瑞典鐵路公司擔任總經理。
阿加爾與凱分開後不久，他遇到19歲妓女艾米麗·坎貝爾（Emily Campbell），並開始談戀愛，坎貝爾的皮條客威廉·漢弗萊斯（William Humphreys）對她沒有賺錢感到生氣。為了解決問題，阿加爾借給漢弗萊斯235英鎊。他拿回借出的錢，當漢弗萊斯的同夥遞給他一袋硬幣時突然被捕。警方表示這是他參與支票詐騙所得，因此遭到起訴。阿加爾表示對詐騙一無所知，自己只是收回借出的錢而已。1855年9月，奧卑利裁定阿加爾「惡意偽造，繳付700英鎊絕對有詐騙意圖」罪名成立，被判終身流放。阿加爾在本頓維爾監獄等待運送時，安排事務律師托馬斯·溫特納（Thomas Wontner）把銀行帳戶的3,000英鎊交給皮爾斯，並指示這筆錢應該要拿來撫養凱和兩人的孩子。皮爾斯欣然同意，但在1856年中期左右食言。急需錢的凱去找新門監獄的監獄長約翰·韋瑟黑德（John Weatherhead），告知自己清楚誰參與了東南鐵路金條劫案。警方在劍橋別墅進行調查，並找到能坐實凱說法的證據，像是燒焦的木地板、壁爐和地板的小金點，及可見用過的高溫度壁爐。
1856年10月，東南鐵路的公司事務律師約翰·里斯（John Rees）採訪了當時還在本頓維爾的阿加爾，阿加爾拒絕回答，所以里斯大約兩週後再度來訪。在此期間，阿加爾聽到昔日夥伴皮爾斯沒有遵守諾言，感到背叛的他十分生氣，於是轉做污點證人，向里斯提供全部的犯罪細節。皮爾斯和伯吉斯於11月5日被捕，泰斯特則因住在瑞典而無法被抓，但被告知警方要與其面談。

## 開庭過程

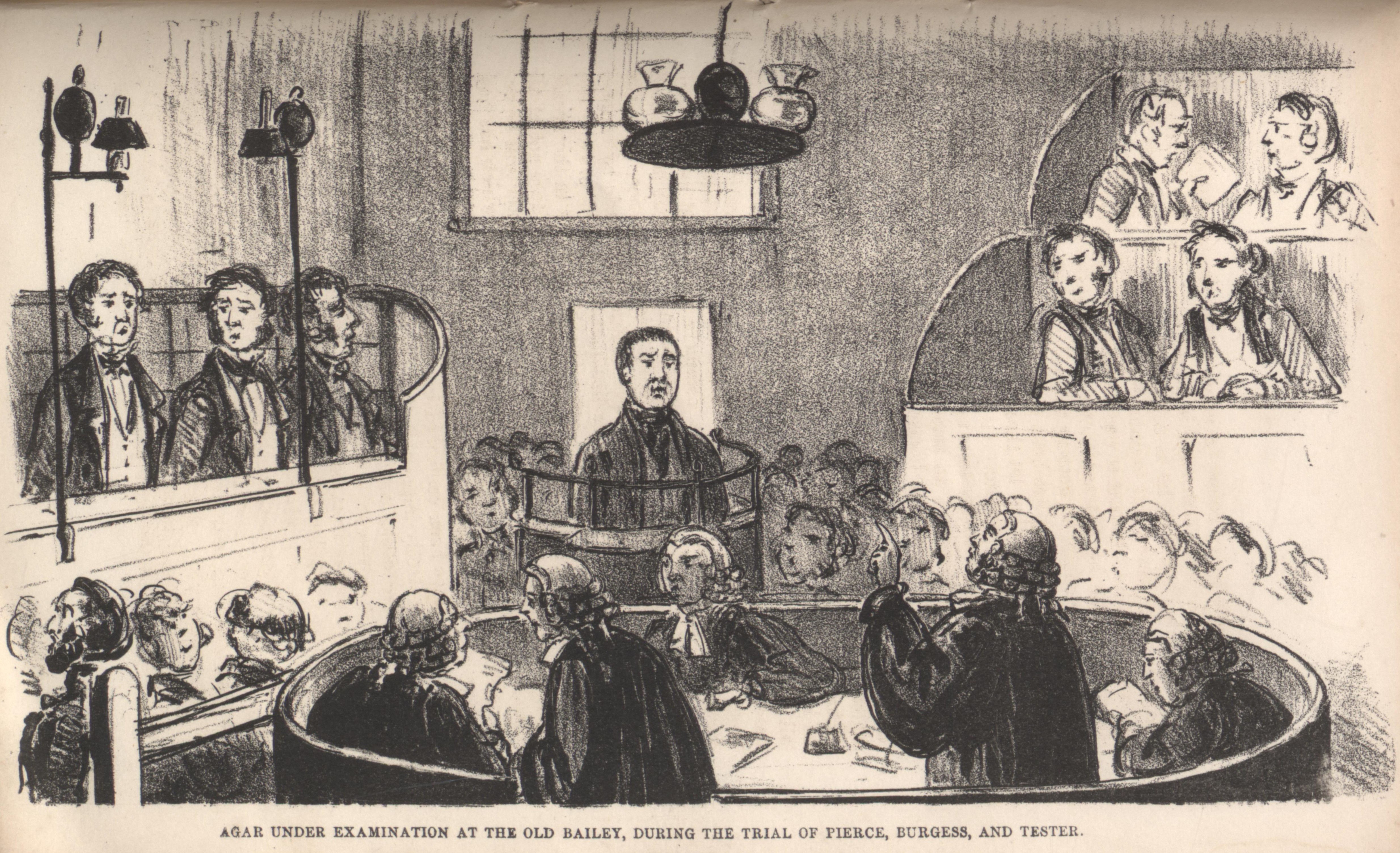
阿加爾在奧卑利接受審訊

1856年11至12月，聆訊在市長官邸舉行，倫敦金融城市長以倫敦市首席法官的身份主持。阿加爾在前兩次聆訊沒有出席，但第三天被帶到法庭，審訊時確認向警方的證詞，並辨認出收集的證據。12月10日，泰斯特出庭，并早被瑞典公司解雇。當首席法官於12月24日決定審判他們是否參與搶劫案時，皮爾斯表示：「我無話可說。我保留自己的辯護權利。」伯吉斯和泰斯特則說：「我無罪。」
1857年1月13至15日，奧卑利進行審判，英國各地報紙幾乎都有報導。伯吉斯、泰斯特和皮爾斯均不認罪。阿加爾再次作證指控以前的同夥，並告訴法院，用托馬斯的話來說「（他）承認自己是職業罪犯，從18歲起就沒過上誠實的生活」。鎖匠約翰·丘奇、金條經銷商、運輸代理商、東南鐵路員工、倫敦橋站和福斯通站的員工、濱海布洛涅的海關、鐵路警察、酒店主及旅馆老板等證人坐實了阿加爾的故事，即四人互相認識，計劃和執行犯罪的各種階段也都在一起。
陪審團花了10分鐘才決定三人的罪行，皮爾斯犯盜竊罪，伯吉斯和泰斯特則是職務盜竊罪。法官塞繆爾·馬丁爵士總結時就像記者弗格斯·林南（Fergus Linnane）所說的那樣對阿加爾「不得不欣賞」：

「阿加爾這個人是個壞人，我敢說十分糟糕，但他具有非凡能力，任何聽過他審問的人都不會質疑……

人們都說愛情影響了這個男人的性格，但讓那些幻想這很棒的人（請）細想他的命運。很明顯……他才華橫溢。他為這次（搶案），以及或許還有其他許多劫案都付出相當多的心力，其中十分之一用於實誠的消遣上，這一定讓他的生活過得十分體面，考慮到過去二十年他都在這個國家進行商務活動，估計已經發大財。」
伯吉斯和泰特斯被判14年流放。皮爾斯由於不是東南鐵路的員工，所以在英格蘭判較輕的兩年苦役，其中三個月單獨監禁。

## 後續

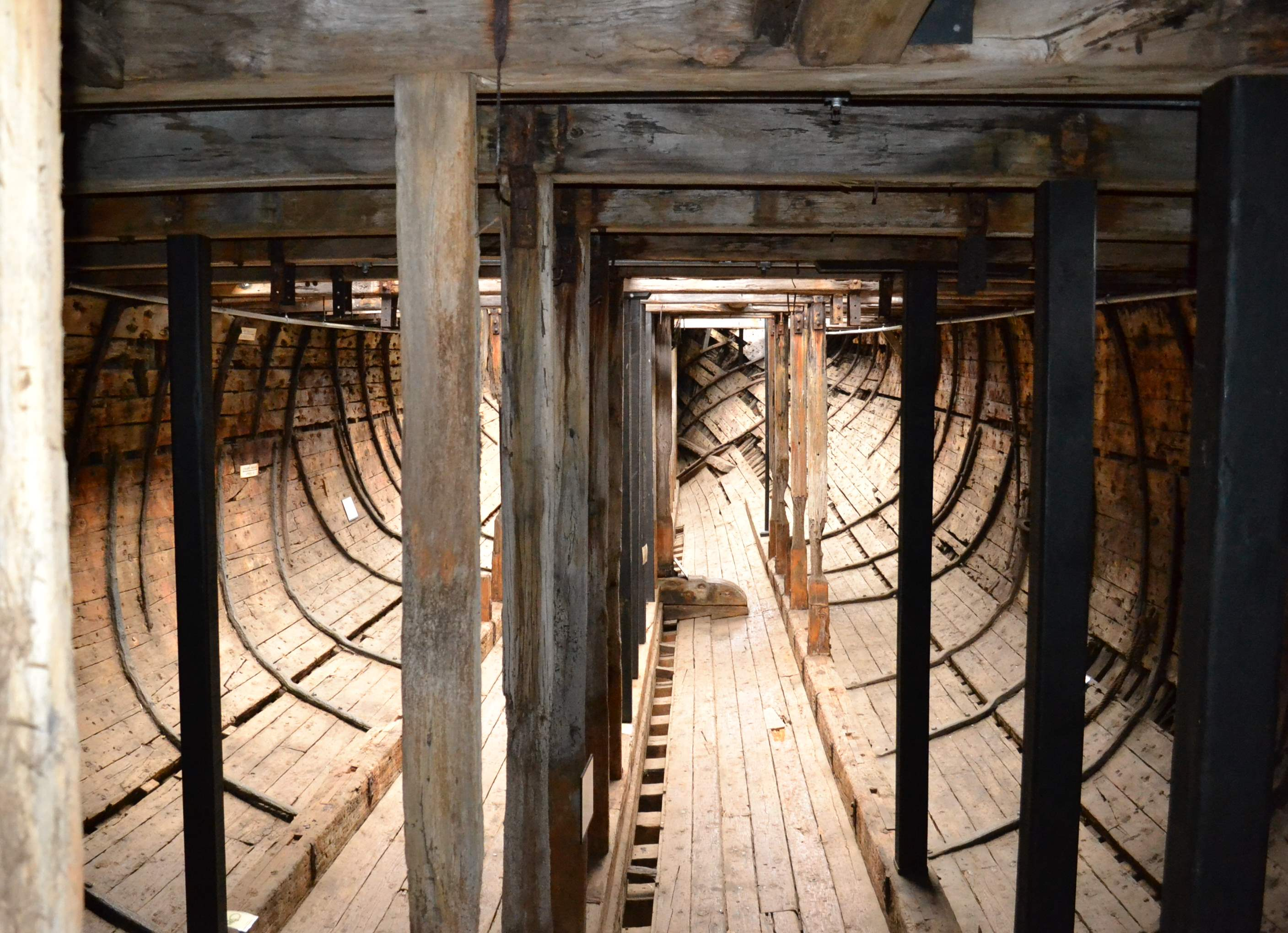
「埃德温福克斯号」的內部，於1999年被紐西蘭遺產局列入名錄

1858年8月26日，泰斯特和伯吉斯坐上「埃德温福克斯号」運囚艦被送往西澳大利亚的天鵝河殖民地。伯吉斯於1859年12月獲得假釋許可證，並於1862年3月附條件赦免。泰斯特於1859年7月取得假釋許可證，並於1861年10月附條件赦免，最後於1863年離開澳洲。阿加爾在英國逗留了一段時間，於1857年2月關押在波特蘭監獄，之後於9月23日轉移至澳洲，於1860年9月拿到假釋許可證，於1867年9月附條件赦免。1869年，他離開澳洲後前往現今斯里蘭卡的可倫坡。
審判紀錄於1857年出版，插圖由艾薩克·羅伯特·克魯克香克（Isaac Robert Cruikshank）的長子珀西·克魯克香克（Percy Cruikshank）繪製。搶案的歷史可在大衛·C·哈納罕（David C. Hanrahan）於2011年創作的《首個火車大劫案》（The First Great Train Robbery）找到。1955年5月，鐵路歷史學家邁克爾·羅賓斯（Michael Robbins）在《鐵路雜誌》寫了有關此案的文章。1980年11月，歷史學家約翰·弗萊切（John Fletcher）在《鐵路與運河歷史學會期刊》也撰寫相關文章。
1960年12月25日，獨立單元劇《扶手椅剧场》把罪案戲劇化成金條大搶案（The Great Gold Bullion Robbery），馬爾科姆·胡爾克和艾瑞克·佩絲（Eric Paice）改編自律師傑拉德·斯帕羅的劇作，並由约翰·卢埃林·摩西執導，科林·布莱克利、詹姆斯·布斯、亨利·麥基和萊斯里·韋斯頓分別主演皮爾斯、阿加爾、泰斯特和伯吉斯。
作家兼導演迈克尔·克莱顿於1975年出版，並在序表示「火车大劫案不只是令人震驚且駭人聽聞，還『大膽』、『放肆』和『精湛』」。長片（1978年）改編自這本小說，呈現出高度虛構版本的事件，講述大師級紳士罪犯皮爾斯（肖恩·康纳利飾）從警方手中逃離。劫案也是D·J·泰勒2006年小說《保留》（Kept）的主題之一。

### 文獻

#### 書
- . The Bankers' Magazine, and Journal of the Money Market (London: Richard Groombridge). 1857, XVII.
- Bradley Hirst, John. . Melbourne, Victoria: Black Inc. 2008. ISBN 978-1-86395-207-1.
- Crichton, Michael. . London: Arrow. 1995. ISBN 978-0-0994-8241-3.
- Cruikshank, Percy. . London: H. Vickers. 1856. OCLC 86086166.
- Evans, D. Mourier. . London: Groombridge & Sons. 1859. OCLC 898881745.
- Griffiths, Arthur.  I. London: Cassell & Co. 1899. OCLC 847151446.
- Hanrahan, David. . London: Robert Hale. 2011. ISBN 978-0-7090-9040-3.
- Linnane, Fergus. . London: Robson. 2004. ISBN 978-1-8610-5742-6.
- Shore, Heather. . Basingstoke, Hampshire: Palgrave Macmillan UK. 2015. ISBN 978-1-137-31391-1.
- Storey, Neil. . Stroud, Gloucestershire: Sutton Publishing. 2007. ISBN 978-0-7509-4624-7.
- Thomas, Donald. . New York: New York University Press. 1998. ISBN 978-0-8147-8238-5.

#### 期刊與雜誌
- Cordery, Simon. . Railroad History. 2013, (208): 106–107. JSTOR 43524697.
- Fletcher, John. . Journal of the Railway and Canal Historical Society. November 1980, XXVI (3): 77–81. ISSN 0033-8834.
- Matlock, Daniel. . Victorian Literature and Culture. 26 March 2018, 46 (1): 83–94. doi:10.1017/S106015031700033X .
- Robbins, Michael. . The Railway Magazine. May 1955, 101 (649): 315–317.

#### 新聞資料
- . London Evening Standard. 1855-05-22: 1.
- . The Times. 1856-11-18: 11.
- . The Times. 1856-12-11: 8.
- . The Times. 1856-12-25: 9.
- . The Times. 1857-01-14: 7–8.
- Andrews, Peter. . The New York Times. 1975-06-22: 236  [2023-02-10]. （原始内容存档于2023-01-26）.
- Hill, Susan. . The Guardian. 2006-02-11  [2023-02-10]. （原始内容存档于2023-02-10）.
- . The Times. 1855-09-08: 9.
- Richman, Darren. . The Independent. 2015-12-06: 10.
- . The Morning Chronicle. 1855-05-21: 1.
- . The Morning Post. 1855-05-21: 1.
- . The Shipping and Mercantile Gazette. 1855-05-21: 5.
- . The Times. 1855-05-22: 8.

#### 網站
- Clark, Gregory. . MeasuringWorth. 2020  [2020-06-04]. （原始内容存档于2017-12-17）.
- . Australian Government.   [2017-01-03]. （原始内容存档于2016-01-01）.
- . Old Bailey Proceedings Online. October 1855  [2020-06-19]. （原始内容存档于2023-02-10）.
- . Heritage New Zealand.   [2023-01-03]. （原始内容存档于2023-03-04）.
- . British Transport Police.   [2020-05-28]. （原始内容存档于2020-06-25）.
- . British Film Institute.   [2021-02-27]. （原始内容存档于2023-02-10）.